# 楚式鎮墓獸
楚式鎮墓獸是指中國春秋戰國時期楚國墓葬中的鎮墓獸。楚式鎮墓獸是鎮墓獸的發展高峰之一
截至目前為止，出土的楚式鎮墓獸，最早可以上溯至春秋中晚期，是楚墓中常見的隨葬器物，也是楚漆器中造型獨特的器物之一種。此種器物外形抽象，構思譎詭奇特，形象恐怖怪誕，具有強烈的神秘意味和濃厚的巫術神話色彩。
早期的面目多不清楚，亦未加上鹿角。到了春秋中晚期，出現了獸面的刻畫與鹿角。其中，獸面的使用在戰國中期達到鼎盛。戰國晚期，鎮墓獸的數量下降，形制亦趨於簡單，但出現了人面型的。隨著楚國的滅亡，楚式鎮墓獸的使用也逐漸減少、消失。

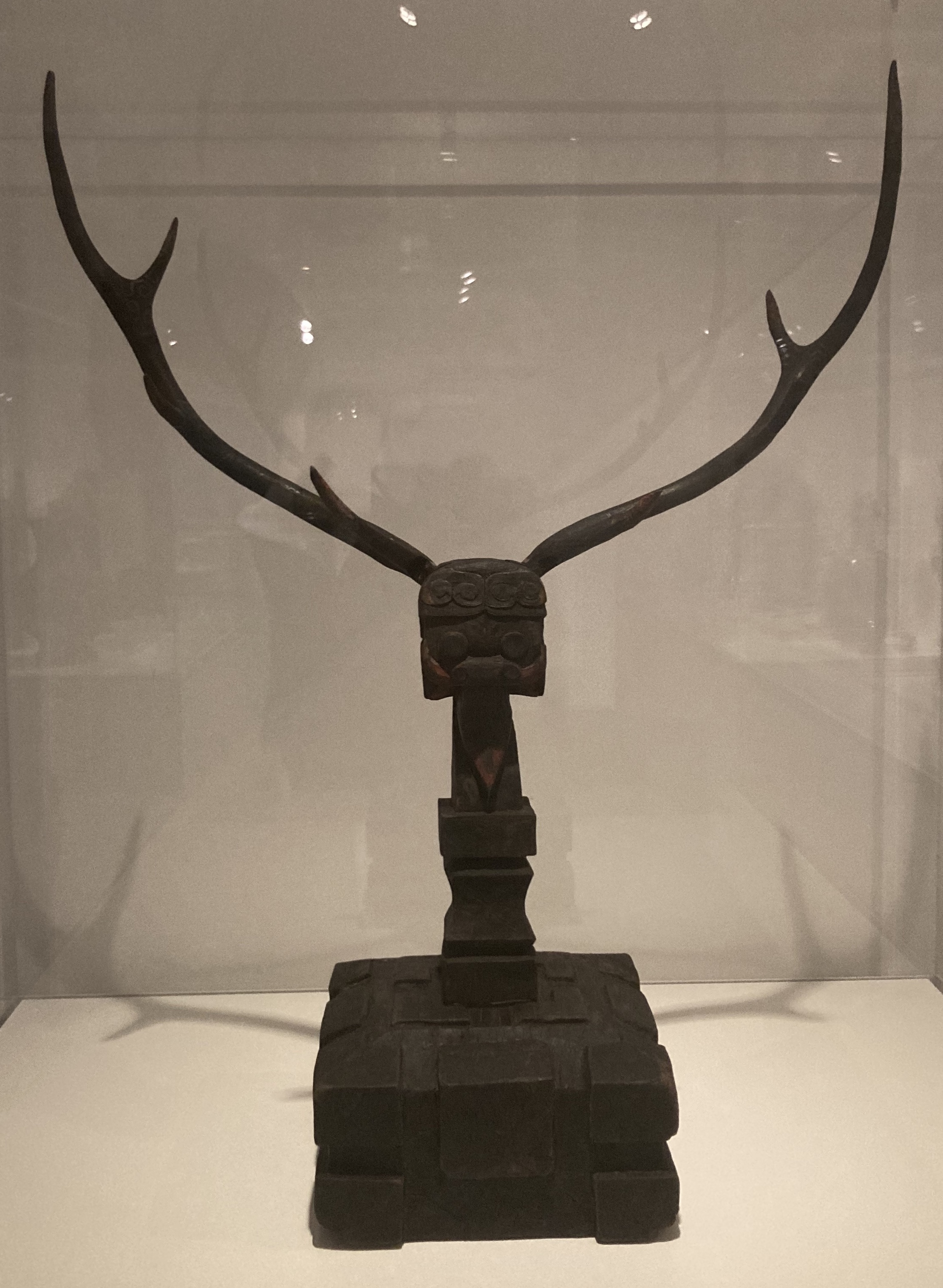
楚式镇墓兽,东周/战国时代，（布鲁克林博物馆）

## 特色、造型與形制演變
楚式鎮墓獸的材質主要是木質和銅質，其中以木質漆器彩繪最為著名。由三部分組成：立(底)座、器身與鹿角。造型隨時間有些許改變，但始終保持著三大特色。第一是在椁室內的放置位置主要在頭、邊箱，且總有青銅理器、訪銅的陶器共出，缺少這些標示身分的禮器的墓葬中便無出土；一般一墓，指出土一件。第二是鎮墓獸頭多插有鹿角，第三是鎮墓獸底部的方座始終存在。
立座自春秋中期發現以來，始終存在且形制大致固定，承接頭身的一側為梯形面，下面為正方形。器表多以黑漆為地，多有獸面紋、雲紋等紋飾，以紅、黃二彩的雲紋較常見。唯一改變的是，梯形面的高度逐漸降低，彩繪的雲紋顏色改變。
器身的變化最大，種類也最為豐富。頭面從面目多不清楚、抽象，逐漸變為獸形虎首虎面，五官俱全，猙獰恐怖；再變成頭面人形，直眉彎目較為和善。頸身從直頸變為曲頸曲身，也從直立無四肢，變成四肢俱全的跪式。到了戰國中期之後，出現了吐舌的樣式，但到了戰國晚期，吐舌的樣式則少見。戰國中期出土的數量最多，形式也最多元，除了有承襲先前的單頭單身的造型外，更出現了雙頭雙身等形制。
從出土的文物可見，鹿角並非是一開始就有的。在早期，處墓有鹿角的隨葬，但並未與鎮墓獸結合。到了戰國早期才有插鹿角的鎮墓獸出現。進入戰國中晚期，鹿角由一對變為兩對，始終是左右對稱，成對出現。鹿在楚國本就常見，以鹿角作為裝飾，也成為楚式鎮墓獸的一大特色。

## 性質與功能
對於鎮墓獸的意象，眾說紛紜，至今仍沒有定論，這與鎮墓獸的形象意象本就是逐漸壘疊上去，且與其造型詭異相關。郭德維認為鎮墓獸意象有兩點是各家皆認同的，一是楚人所特有，其他地區少有發現，二是代表楚人的思想意識，是信仰產物，為楚境內的共同意識。而偏重的地方不同，便會有不同的解釋。在張君的《論楚國神秘物鎮墓獸的文化意義》將之歸納為十一種說法：山神、辟邪、土伯、引魂升天的龍、死神、靈魂看守者、靈魂的化身、冥府的看守者、生命之神、木主、圖騰等。其中以山神、土伯、龍，三說叫被認同。
詳細分析截至目前為止鎮墓獸的相關研究，江達智將楚式鎮墓獸的功能可以歸納為兩種：一為鎮墓以安定死者亡魂，使不被鬼怪吞噬的辟邪作用，或用來阻止亡魂出來肆虐；另一為引魂升天，而後者與楚國的巫文化有密切的關係。

## 造型
鎮墓獸構成下部基座的長方體部份，象徵埋葬死者的墓穴及封土，為墓主屍身在冥府的居所；疊在基座上的小方體，象徵的是墓上的建築，是墓主靈魂接受祭祀或飲食起居之所；在小方體上，帶鹿角的龍體或人體，象徵在魂升天的龍或天神，預示墓主靈魂將由龍引接歸天。楚人相信鹿具有神性，且鹿與交通有關， 因此鎮墓獸皆有鹿角，作為與神界溝通的媒介。此造型與學界認為有引魂升天功用之長沙馬王堆帛畫布局一致。
楚式鎮墓獸自下而上，分別象徵墓主在冥府、人間及天界，三處的居所，及墓主人升天的過程。反應楚人期望死者屍身安臥於地下，靈魂享受於人間，並魂升天界的願望。

## 墓葬位置與墓主階級
楚式鎮墓獸的造型主題反應出墓主靈魂是騎乘龍升入天神所居之處，一般出土於墓主的頭部前方，有的甚至放在木棺上所設置，可開啟的門窗之前，即靈魂出棺的第一地點。
從墓主的身分可見，有隨葬鎮墓獸的，大多是「士」這個階層，並不是所有的貴族的墓中都有鎮墓獸。而只有具備騎乘動物以升天之特殊資質的巫觋，才可承載法器升天。固可以推知，有隨葬鎮墓獸的墓主身分為巫觋，而具有巫觋身分者，又以「士」這個階層比例最高。
由此可見，楚式鎮墓獸為楚地巫觋死後魂升天界的法器。

## 地區性差異
從目前出土的鎮墓獸來看，鎮墓獸的分佈非常不均勻，以湖北、湖南、河北、安徽最多，可能與考古的進度有關。在楚都紀南城一帶最集中，而當中又以湖北的江陵最多。
各地出土的鎮墓獸，也有些微的形制差異，但是大致上皆保有楚式鎮墓獸的基本結構與特色：「鹿角」、「頭面」與底部的方形「立座」，其中與其他地區出土鎮墓獸差異較大的，是戰國早中期長沙地區出土的鎮墓獸。

## 鎮墓獸葬俗的傳播與轉換：戰國早中期長沙地區
在楚國國力昌盛的時期，也是信仰鼎盛的時期，隨葬鎮墓獸的葬俗與懸底弧形棺的使用，由楚國首都，郢都（今湖北省西部，荊州市荊州區的紀南城）向外傳入南楚地區。
長沙地區的懸底弧形棺與鎮墓獸兩種葬俗均可能由楚郢都傳播而來，比較長沙地區出土的隨葬品與其墓葬形式，兩種習俗幾乎完全重疊且僅限於高等級的墓葬，顯示這種葬俗僅限於高等級貴族群體，無廣泛的傳播與應用。

### 懸底弧形棺與鎮墓獸不普及的原因
從長沙出土的墓葬，可以看到出土的懸底弧形棺與鎮墓獸數量均非常的少，其原因可能為：該地區風俗的保守性與技術的不普及。
風俗的保守性：鎮墓獸在學界多視為帶有信仰意義的風俗。而喪葬習俗是文化中最保守的部分，在沒有社會變動的助力下，或者是當地文化深厚的基礎下，本就難以受外地因素影響。且從長沙出土的墓葬顯示，鎮墓獸的流傳僅限於獸江陵影響較深的墓主，因此也可以推斷該信仰未在長沙地區流行。
技術的不普及：懸底弧形棺與鎮墓獸的製作，均需要有相當專業的技術。而懸底弧形棺與鎮墓獸，均是外來的文化，且木雕漆器的技術也是從外地傳入，發展尚不成熟。當地的工匠不具備相關的知識與能力，因此出土的鎮墓獸形制、造型(發展出獨有的圓面造型，特徵為直立的扁圓頭部，猶如波浪鼓，頭部彩繪為抽象紋飾)均與江陵地區相異，也對此文化的發展產生限制，使得數量明顯少很多。

### 長沙地區鎮墓獸的功能
與江陵地區相異，長沙地區出土的鎮墓獸與懸底弧形棺，雖然不普及，且墓主階級均較江陵地區高出許多，但文化面貌多元，包含郢文化、長沙本地文化、越文化，未有統一的文化風格，可見其與族屬無關，而是經由特定的社會階層為媒介傳入的。因此，可以推測在長沙地區的鎮墓獸，與原本的信仰無關，而是藉由鎮墓獸，顯示墓主與江陵地區交流頻繁，與作為炫耀與顯示墓主社會地位之用。

## 式微
在楚國滅亡不久，秦人進入楚地後，鎮墓獸的使用逐漸消失，到了六朝時期，避邪取代了鎮墓獸，由地下轉到地上。其可能的原因大概可以歸納為三點。

### 靈魂觀的轉變
對於先秦時代的人而言，墓葬只是靈魂暫居的居所，靈魂隨死者進入墓室，但最終會離開，進入仙界，而鎮墓獸在此轉換過程發揮了關鍵的媒介與象徵作用。
到了秦漢時期，墓葬在人的心目中，逐漸變成最終的歸宿。靈魂仍有遊歷仙界之，但是仙界就在墓室內。墓葬深埋封閉，以隔絕陽世，但內部開通，提供生人和神仙生活方式需求的複合體，靈魂也在此不滅。
靈魂觀從希冀靈魂升仙，轉變為留駐於幻化成靈魂本身的墓室內。靈魂最終安息位置的改變，讓鎮墓獸便失去了其原本存在的功能與意義。

### 替代品的出現
在戰國中期偏晚前後，即便是大型的墓葬，已多不見鎮墓獸。鎮墓獸的數量逐漸減少，與此同時，隨葬俑的數量猛然增加。到了漢代，墓葬品中象徵性的多已消失，取而代之的是青銅禮器與大量陶俑。
從隨葬的位置關係來看，隨葬俑起初可能是鎮墓獸的助手，亦有同樣與鎮墓獸擔任守護亡靈的角色，目前尚不能確定。但是，隨葬俑逐漸取代鎮墓獸這點是肯定的。
鎮墓獸的獸形被人形取代，為保留其威嚇、辟邪，往往取其吐舌的誇張作用。被定位為漢前期的長沙馬王堆三號墓人形坐像出土，頭上插有鹿角，兩手張開，且被置在墓道左右，其用意為守住墓門。此可以做為鎮墓獸鎮守墓主的功能被隨葬俑取代之例證。

### 墓室空間設計的改變
鎮墓獸在早期有鎮墓守衛，防範土中動物，特別是老鼠的侵害，保護死者的靈魂不被鬼魅侵擾的功能。但是，東漢後的墓，多較為堅固，且陪葬品中亦有許多具有類似功能的，因此以鹿、狗來鎮墓之風俗便消失了。
受到新陽世觀的影響，墓俑以「辟邪-侍從-溝通神界」的多重類別與功能，分置於墓葬各處，與其它的設計等，一同構成完整的地下(身後)世界，守護死者屍身與靈魂駐留的需要。徹底取代了先秦的鎮墓獸與較為開放式的墓。
靈魂觀的轉變、替代品的出現與墓室設計的改變，都讓鎮墓獸失去其存在的功能與意義，它的消失也就不足為怪了。